# Кошарное (Донецкая область)
Кошарное (укр. Кошарне) — село на Украине, находится в Амвросиевском районе Донецкой области. Находится под контролем самопровозглашенной Донецкой Народной Республики.

## География
К юго-юго-востоку от населённого пункта проходит граница между Украиной и Россией.

#### Соседние населённые пункты по странам света
С:  Киселёвка
СЗ: Ольгинское
СВ: Мокроеланчик
З: Новоивановка, Культура
В: Василевка
ЮЗ: Ульяновское
ЮВ: —
Ю: — 

## Население
Население по переписи 2001 года составляло 72 человека.

## Общая информация
Код КОАТУУ — 1420682502. Почтовый индекс — 87360. Телефонный код — 6259.

## Адрес местного совета
87360, Донецкая область, Амвросиевский район, с. Василевка, ул.Ленина, 53-1-14